# Austrosynapha erecta
Austrosynapha erecta är en tvåvingeart som beskrevs av Duret 1974. Austrosynapha erecta ingår i släktet Austrosynapha och familjen svampmyggor. Inga underarter finns listade i Catalogue of Life.